# Paul Offit

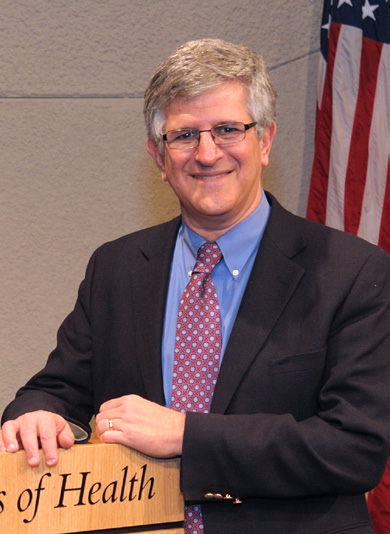
Paul Offit

Paul A. Offit (* 27. März 1951 in Baltimore, Maryland) ist ein US-amerikanischer Mediziner (Pädiatrie) und Impfstoffentwickler.
Offit studierte Medizin an der Tufts University mit dem Bachelor-Abschluss und an der University of Maryland, an der er promoviert wurde (M.D.). Dabei war er auch ein Schüler am Children’s Hospital von Philadelphia des Impfstoffentwicklers Maurice Hilleman. Er ist Maurice R. Hilleman Professor für Impfstoffkunde und Professor für Pädiatrie an der  Perelman School of Medicine der University of Pennsylvania und leitet dort die Abteilung Infektionskrankheiten. Er leitet das Vaccine Education Center des Children’s Hospital of Philadelphia und war Mitglied des Beratungskomitees für Impffragen des Centers for Disease Control and Prevention (CDC).
Offit entwickelte in jahrzehntelanger Arbeit einen Impfstoff (RotaTeq, in den USA 2006 zugelassen und produziert von Merck & Co.) gegen den Rotavirus (mit H. Fred Clark und Stanley Plotkin). Die Krankheit ist für jährlich hunderttausende Todesfälle infolge von Durchfällen bei Kindern besonders in der Dritten Welt verantwortlich.
In den USA tritt er öffentlich gegen alternative Medizin und Impfskepsis ein. Diese verbreiten die wissenschaftlich nicht haltbare Ansicht, dass ein Zusammenhang zwischen Impfungen und Autismus bestehe. Darüber veröffentlichte er 2008 ein Buch. 2005 wurde er Mitglied des Committee for Skeptical Inquiry.
Er ist Mitherausgeber eines Standardwerks über Impfstoffe.
2013 erhielt er den Maxwell Finland Award, 2015 wurde er in die American Academy of Arts and Sciences gewählt, 2023 zum Mitglied der American Philosophical Society.

## Schriften
- You Bet Your Life: From Blood Transfusions to Mass Vaccination, the Long and Risky History of Medical Innovation. Basic, New York 2021, ISBN 978-1-5416-2039-1.
- Herausgeber mit Walter A. Orenstein, Stanley Plotkin: Vaccines, 6. Auflage, Elsevier Saunders 2013
- Pandora’s Lab: Seven Stories of Science Gone Wrong. National Geographic, 2017
- Bad Faith: When Religious Belief Undermines Modern Medicine. Basic Books, 2015
- Do You Believe in Magic? The Sense and Nonsense of Alternative Medicine. Harper. 2013 (in Großbritannien: Killing Us Softly: The Sense and Nonsense of Alternative Medicine)
- Deadly Choices: How the Anti-Vaccine Movement Threatens Us All. Basic Books. 2011
- Autism’s False Prophets: Bad Science, Risky Medicine, and the Search for a Cure, Columbia University Press. 2008
- Vaccinated: One Man’s Quest to Defeat the World's Deadliest Diseases. Smithsonian Books/Collins. 2007 (Biographie von Maurice Hilleman)
- The Cutter Incident: How America’s First Polio Vaccine Led to the Growing Vaccine Crisis. Yale University Press. 2005
- mit Gary S. Marshall, Penelope H. Dennehy, David P. Greenberg, Tina Q. Tan: The Vaccine Handbook: A Practical Guide for Clinicians. Lippincott Williams & Wilkins. 2003
- mit Louis M. Bell: Vaccines: What Every Parent Should Know. Macmillan. 1999
  - 3. Auflage als: Vaccines: What You Should Know, Wiley 2003
- mit Bonnie Fass-Offit, Louis M. Bell: Breaking the Antibiotic Habit: A Parent’s Guide to Coughs, Colds, Ear Infections, and Sore Throats. John Wiley. 1999